# Barasinga tajska
Barasinga tajska, jeleń Schomburgka (Rucervus schomburgki) – wymarły gatunek ssaka z rodziny jeleniowatych (Cervidae).
Ten endemiczny gatunek opisał w 1863 roku Edward Blyth, nadając mu nazwę Cervus schomburgki. Epitet gatunkowy pochodzi od nazwiska brytyjskiego konsula w Bangkoku – Sir Roberta H. Schomburgka.
Barasinga tajska zamieszkiwała tereny znajdujące się w bliskim otoczeniu wody. Odżywiała się przede wszystkim trawą, krzewami oraz pałką wodną. W naturze występowała tylko na obszarze Tajlandii, choć przypuszcza się, że również w południowych Chinach i na terytorium Laosu. Ostatni żyjący na wolności przedstawiciel tego gatunku padł w 1932, a ostatni w niewoli został zabity w 1938.